# Институт лингвистики РГГУ
Институ́т лингви́стики РГГУ — научное и образовательное учреждение в структуре Российского государственного гуманитарного университета. В Институте работает более 150 преподавателей, среди которых есть известные ученые и популяризаторы науки.

## История
В 1991 году по инициативе А. Н. Барулина в РГГУ был основан Факультет теоретической и прикладной лингвистики (ФТиПЛ), взявший за образец программу ОТиПЛ МГУ. ФТиПЛ существовал с 1991 по 2000 год, на основе ФТиПЛ был создан Институт лингвистики.
Первым директором института был доктор филологических наук Максим Анисимович Кронгауз (до 2013 года). С 2013 года по 2016 года эту должность занимала Нина Романовна Сумбатова, с 2016 по 2022 год — кандидат филологических наук Игорь Игоревич Исаев. С 2023 года — доктор филологических наук, профессор Яков Георгиевич Тестелец. 

## Структура
Структура Института лингвистики Архивная копия от 8 января 2020 на Wayback Machine включает факультет теоретической и прикладной лингвистики, отделение восточных языков и культур, учебно-научные центры:
Отделение восточных языков и культур
- Кафедра восточных языков
- Учебно-научный центр фундаментальных и прикладных исследований восточных языков и культур

Факультет теоретической и прикладной лингвистики
- Кафедра древних языков
- Кафедра европейских языков
- Кафедра теоретической и прикладной лингвистики

Учебно-научный центр лингвистической типологии
Учебно-научный центр компьютерной лингвистики

## Обучение
Обучение в Институте лингвистики Архивная копия от 19 января 2020 на Wayback Machine студентов ведётся по следующим направлениям и профилям:
Бакалавриат
- Направление «Фундаментальная и прикладная лингвистика».
- Направление «Лингвистика».
  - Профиль «Перевод и переводоведение».
  - Профиль «Лингвистика» (углубленная теоретическая подготовка).
- Филология. Отечественная филология: русский язык и межкультурная коммуникация.

Специалитет (5 лет). «Лингвистическое обеспечение межгосударственных отношений».
Магистратура.
- Направление «Лингвистика».
  - «Иностранные языки» (английский).
- Направление «Филология».
  - «Русский язык как иностранный и межкультурная коммуникация».
- Направление «Фундаментальная и прикладная лингвистика».
  - «Фундаментальная и компьютерная лингвистика».

Кроме того, в Институте лингвистики ведётся подготовка аспирантов и соискателей по пяти научным специальностям, а также существует докторский диссертационный совет, в котором защищаются диссертации на соискание кандидатской и докторской степени по трём специальностям (председатель совета — доктор филологических наук, профессор В. И. Подлесская).
В ИЛ преподаются теоретические и прикладные лингвистические дисциплины. Фонетика (общая и частных языков), морфология, семантика, синтаксис, семиотика, теория перевода, лексикография, стилистика, сравнительно-историческое языкознание и многие другие. Цикл точных наук включает в себя теорию алгоритмов, математическую логику, математический анализ, математическую лингвистику и пр; а также информатику и программирование. Особое внимание уделяется иностранным языкам: программой предусмотрено обязательное изучение двух живых языков, среди которых английский, немецкий, французский, итальянский, испанский, нидерландский, норвежский, шведский, польский, чешский, японский, китайский, арабский, корейский, турецкий, хинди. Кроме того, студенты изучают мёртвые языки: старославянский, древнерусский, латынь, древнегреческий, санскрит.
С 2001 года в РГГУ ежегодно проводятся лингвистические экспедиции. Под руководством Н. Р. Сумбатовой и Я. Г. Тестельца (2001, 2002 гг. — Республика Хакасия, 2003—2007 гг. — Республика Адыгея). С 2013 года под руководством И. И. Исаева проводится экспедиционное исследование русской диалектной фонетики.